# Pascale Daniel-Lacombe
 (janvier 2022).
Pascale Daniel-Lacombe, est une metteuse en scène française. Elle dirige, depuis le 1er janvier 2021, Le Méta, Centre dramatique national de Poitiers, Nouvelle-Aquitaine.

## Biographie
Après un parcours universitaire en langues étrangères et en théorie de la danse à la Sorbonne, Pascale Daniel-Lacombe poursuit une formation de danseuse à Londres et à New-York. 
Toutefois, c’est vers le théâtre qu’elle ouvre son champ de compétence via différentes écoles et stages de formation à Paris et ailleurs. Elle engage un premier parcours d’interprète pendant quelques années avec diverses compagnies. Peu à peu, elle se consacre entièrement à la mise en scène. Elle crée le Théâtre du Rivage avec Antonin Vulin au début des années 2000, en Pyrénées Atlantiques, sur le littoral du Pays Basque. Pendant près de vingt ans, la compagnie existe de plusieurs manières sur le territoire où le duo réunit des équipes artistiques et techniques venues de différents horizons, libres de se retrouver et de s’agrandir, selon les projets et les créations. 
Elle est nommée en janvier 2021 pour succéder à Yves Beaunesne à la direction du Centre Dramatique National la Comédie Poitou-Charentes, renommé sous sa direction Le Méta – CDN de Poitiers Nouvelle-Aquitaine. 

## Théâtre
Formée au théâtre et à la danse,.

### Mises en scène
- 2001 : Georges Dandin ou le mari confondu de Molière[8].
- 2002 : Caresses de Sergi Belbel
- 2003 : Petit navire de Normand Chaurette
- 2005 : Batekmila adaptation de légendes basques d'Annette Vautrot
- 2006 : Solisterrae de Pascal Gaigne
- 2007 : Va, vole, et vagabonde de Karin Serres
- 2009 : Fort de Catherine Anne
- 2010 : Mongol de Karin Serres
- 2013 : Comme du sable de Sylvain Levey
- 2013 : A la renverse de Karin Serres[9]
- 2016 : #JAHM : Les jeux de l'amour et du hasard de Marivaux
- 2018 : Maelström de Fabrice Melquiot[10],[11].
- 2019 : Dan då Dan dog de Rasmus Lindberg (sv)[12],[13].
- 2021 : Comme un vent de noces de Fabrice Melquiot[14]